# Gomes
Gomes ist ein gebräuchlicher portugiesischer Familienname, abgeleitet von einem gleichlautenden mittelalterlichen männlichen Vornamen mit der Bedeutung „Mann“. Die spanische Version des Namens ist Gómez. Eine weitere Namensvariante ist Gómes.

## Namensträger

### A
- Adelino Gomes (* 1944), portugiesischer Journalist und Autor
- Agostinho Gomes, osttimoresischer Polizist
- Alair Gomes (1921–1992), brasilianischer Hochschullehrer, Kunstkritiker, Ingenieur und Kunstphotograph
- Albert Gomes (1911–1978), trinidadischer Politiker, Gewerkschaftsführer und Verleger
- Alexandre Gomes (* 1982), brasilianischer Pokerspieler
- Alfredo Gomes (1899–1963), brasilianischer Leichtathlet
- Alvaro Gomes (Physiker), brasilianischer Physiker
- Álvaro Cardoso Gomes (* 1944), brasilianischer Schriftsteller und Lusitanist
- Américo Gomes (1974–2025), guinea-bissauischer Sänger
- Ana Gomes (* 1954), portugiesische Politikerin
- Ana Milva Gomes (* 1980), niederländische Musicaldarstellerin
- Anderson dos Santos Gomes (* 1998), brasilianischer Fußballspieler
- André Gomes (Schauspieler) (* 1951), portugiesischer Schauspieler
- Andrè Gomes (Beachvolleyballspieler) (* 1970), brasilianischer Beachvolleyballspieler
- André Gomes (* 1993), portugiesischer Fußballspieler
- André Gomes (Handballspieler) (* 1998), portugiesischer Handballspieler
- André da Silva Gomes (1752–1844), brasilianischer Komponist
- Angel Gomes (* 2000), englisch-portugiesischer Fußballspieler
- Antonieta Rosa Gomes (* 1959), guinea-bissauische Politikerin
- Antonio Gomes (Tänzer) (* 1956), brasilianischer Tänzer und Choreograf
- António Gomes (Fußballspieler) (* 2000), portugiesischer Fußballspieler
- António Gomes Leal (1848–1921), portugiesischer Lyriker und Journalist
- Antônio Carlos Gomes (1836–1896), brasilianischer Komponist
- António Sousa Gomes (1935/1936–2015), portugiesischer Politiker
- Aristides Gomes (* 1954), guinea-bissauischer Politiker
- Arlindo Gomes Furtado (* 1949), kapverdischer Priester, Bischof von Saint-Louis du Sénégal
- Arthur Gomes (* 1969), argentinischer Rugbyspieler
- Augusto Ferreira Gomes (1892–1953), portugiesischer Lyriker und Journalist

### B
- Beatriz Gomes (* 1979), portugiesische Kanutin
- Benjamin de Souza Gomes (1911–1995), brasilianischer Geistlicher, Bischof von Paranavaí

- Bernardino António Gomes (Vater) (1768–1823), portugiesischer Arzt und Botaniker
- Bernardino António Gomes (Sohn) (1806–1877), portugiesischer Botaniker
- Bernardino Barros Gomes (Bernardino António de Barros Gomes; 1839–1910), portugiesischer Ingenieur, Geograph und Botaniker
- Bernardo Gomes de Brito (1688–1759/1760), portugiesischer Herausgeber

### C
- Camila Gomes (* 2001), brasilianische Fußballtorhüterin
- Carla Gomes, portugiesisch-amerikanische Informatikerin
- Carlos Gomes Júnior (* 1949), Politiker aus Guinea-Bissau
- Carlos Gomes do Nascimento (* 1993), andorranischer Fußballspieler
- Carlos Alberto Gomes de Jesus (* 1984), brasilianischer Fußballspieler, siehe Carlos Alberto (Fußballspieler, Dezember 1984)
- Carlos Alberto Gomes Parreira (* 1943), brasilianischer Fußballtrainer, siehe Carlos Alberto Parreira
- Carlos Mendes Gomes (* 1998), guinea-bissauischer Fußballspieler
- Carolyn Gomes (* 1958), jamaikanische Medizinerin und Menschenrechtsaktivistin
- Celso Luis Gomes (* 1964), brasilianischer Fußballspieler
- Charles Gomes (1910–2002), indischer Ordensgeistlicher, Bischof von Ahmedabad
- Cinthia Régia Gomes do Livramento (1964–2010), brasilianische Politikerin
- Ciro Gomes (* 1957), brasilianischer Politiker
- Claudio Gomes (* 2000), französisch-guinea-bissauischer Fußballspieler
- Cleber Alexandre Gomes (* 1976), brasilianischer Fußballspieler
- Cristiano Marques Gomes (* 1977), brasilianischer Fußballspieler

### D
- Dálcio Gomes (* 1996), portugiesischer Fußballspieler
- Danilo Gomes (Fußballspieler, 1981) (* 1981), brasilianischer Fußballspieler
- Danilo Gomes (Fußballspieler, 1999) (* 1999), brasilianischer Fußballspieler
- Dee Dee Gomes (* 1971), deutsche Fernsehmoderatorin und Sängerin
- DeJon Gomes (* 1989), amerikanischer American-Football-Spieler
- Delfim Jorge Esteves Gomes (* 1962), portugiesischer römisch-katholischer Geistlicher und Weihbischof in Braga
- Diana Gomes (Schwimmerin) (* 1989), portugiesische Schwimmerin
- Diana Gomes (Fußballspielerin) (* 1998), portugiesische Fußballspielerin
- Diogo Gomes (1420–1502), portugiesischer Navigator, Entdecker und Autor
- Donaciano da Costa Gomes, eigentlicher Name von Pedro Klamar Fuik, osttimoresischer Offizier
- Douglas Augusto Soares Gomes (* 1997), brasilianischer Fußballspieler, siehe Douglas Augusto
- Duarte Gomes (* 1973), portugiesischer Fußballschiedsrichter

### E
- Eddi Gomes (* 1988), dänischer Fußballspieler
- Eduardo Luís Marques Kruss Gomes (* 1955), portugiesischer Fußballspieler
- Eliseu Maria Gomes de Oliveira (1920–2002), brasilianischer Geistlicher, Bischof von Itabuna
- Emanuel Gomes de Oliveira (1874–1955), brasilianischer Ordenspriester, Erzbischof von Goiás
- Estêvão Gomes (≈1483–1538), portugiesischer Seefahrer und Entdecker
- Eurico Gomes (* 1955), portugiesischer Fußballspieler
- Evaldo de Souza Gomes (* 1963), brasilianischer Politiker

### F
- Fábio Roberto Gomes Netto (* 1997), brasilianischer Fußballspieler, siehe Fábio (Fußballspieler, 1997)
- Faustino Cardoso Gomes, osttimoresischer Beamter und Hochschullehrer
- Fernando Gomes (1956–2022), portugiesischer Fußballspieler
- Fernando Gomes dos Santos (1910–1985), brasilianischer Geistlicher, Erzbischof von Goiânia
- Fernão Gomes, portugiesischer Unternehmer und Entdecker der westafrikanischen Küste
- Fidel Gomes (* 1975), guinea-bissauischer Fußballschiedsrichter
- Flora Gomes (Florentino Gomes; * 1949), guinea-bissauischer Filmemacher
- Francis Anthony Gomes (1931–2011), bangladeschischer Geistlicher, Bischof von Mymensingh
- Francisco Gomes, osttimoresischer Politiker (PLPA)
- Francisco Gomes de Amorim (1827–1891), portugiesischer Schriftsteller
- Francisco Gómes Fernándes (1943–2014), brasilianischer Fußballspieler

### G
- George Savalla Gomes, eigentlicher Name von Carequinha (1915–2006), brasilianischer Clown
- Gonçalo Gomes (* 1975), portugiesischer Automobilrennfahrer

### H
- Harold Gomes (* 1933), US-amerikanischer Boxer
- Helvécio Gomes de Oliveira (1876–1960), brasilianischer Ordenspriester, Bischof von Mariana
- Hercules Gomes (* 1980), brasilianischer Pianist, Komponist und Arrangeur
- Heurelho Gomes (* 1981), brasilianischer Fußballtorwart
- Humberto Gomes (* 1978), portugiesischer Handballspieler

### I
- Igor Gomes (* 1999), brasilianischer Fußballspieler
- Inna Alexandrowna Gomes (* 1970), russische Schauspielerin und Model
- Isaura Gomes (* 1944), kapverdische Politikerin und Pharmazeutin
- Isilda Gomes (* 1951), portugiesische Lehrerin und Politikerin, MdEP

### J
- Jared Gomes (* 1988), kanadischer Eishockeyspieler
- Jesuína Maria Ferreira Gomes, osttimoresische Beamtin
- João Gomes (Saxophonist), brasilianischer Musiker
- João Gomes (Keyboarder), portugiesischer Musiker
- João Gomes (Fechter) (João Carlos Simões Ribeiro Gomes; * 1975), portugiesischer Fechter
- João Gomes (Regisseur) (* 1978), portugiesischer Filmregisseur und Drehbuchautor
- João Gomes (Architekt), portugiesischer Architekt
- João Gomes (Basketballspieler) (Betinho; * 1985), portugiesischer Basketballspieler
- João Gomes (Fußballspieler) (* 2001), brasilianischer Fußballspieler
- João Gomes (Handballspieler) (João Pedro Vinhas Silva Gomes; * 2002), portugiesischer Handballspieler
- João Gomes (Sänger) (João Fernando Gomes Valério; * 2002), brasilianischer Sänger
- João Gomes da Silva (* 1962), portugiesischer Landschaftsarchitekt
- João Batista Lima Gomes (Mossoró; * 1985), brasilianischer Fußballspieler
- João Carlos de Souza Gomes (* 1948), brasilianischer Diplomat
- João Crisóstomo Gomes de Almeida (1900–1996), portugiesischer Geistlicher, Weihbischof in Viseu
- João Lino Gomes (Cuba; 1959–2024), osttimoresischer Soldat und Widerstandskämpfer
- João Luiz Gomes Júnior (* 1986), brasilianischer Schwimmer
- João Mira Gomes (* 1959), portugiesischer Diplomat
- João Vitor Lima Gomes (João Vitor; * 1988), brasilianischer Fußballspieler
- Jacinto Rigoberto Gomes de Deus (* 1965), osttimoresischer Politiker, siehe Jacinto Rigoberto
- José Gomes (Bischof) (1921–2002), brasilianischer Geistlicher, Bischof von Chapecó
- José Gomes (Judoka) (José António Pinto Gomes; * 1954), portugiesischer Judoka
- José Gomes (Fußballtrainer) (* 1970), portugiesischer Fußballtrainer
- José Gomes (Fußballspieler) (* 1999), portugiesischer Fußballspieler
- José Júlio Pereira Gomes (* 1952), portugiesischer Diplomat
- José Luiz Gomes de Vasconcelos (* 1963), brasilianischer Geistlicher, Bischof von Guanhães
- José de Paiva Gomes (1876–1933), portugiesischer Offizier und Kolonialverwalter
- José Pedro Gomes (* 1994), portugiesischer Volleyballspieler
- José Roberto Gomes-Santana (* 1978), brasilianischer Fußballspieler, siehe Zé Roberto (Fußballspieler, 1978)
- José Tomas Gomes da Silva (1873–1948), brasilianischer Geistlicher, Bischof von Aracaju
- Josep Gómes (* 1985), andorranischer Fußballspieler
- Joseph Suren Gomes (1944–2024), indischer Ordensgeistlicher, Bischof von Krishnagar
- Júlio César Gomes Moreira (* 1972), brasilianischer Geistlicher, Weihbischof in Belo Horizonte
- Juraci Gomes de Oliveira (* 1956), brasilianischer Geistlicher, Bischof von Amargosa

### K
- Kléver Rodrigo Gomes Rufino (* 1989), brasilianischer Fußballtorhüter

### L
- Linus Nirmal Gomes (1921–2021), bangladeschischer Ordensgeistlicher, Bischof von Baruipur
- Lucas Gomes da Silva (1990–2016), brasilianischer Fußballspieler
- Lúcio Marçal Gomes (* 1966), osttimoresischer Politiker
- Luís Gomes (* 1971), portugiesischer Handballspieler
- Luiz Roberto Gomes de Arruda (1914–2003), brasilianischer Ordensgeistlicher, Prälat von Guajará-Mirim

### M
- Mailza Gomes (* 1976), brasilianische Politikerin
- Manoel da Silva Gomes (1874–1950), brasilianischer Geistlicher, Erzbischof von Fortaleza
- Manuel Gomes (Boxer) (* 1966), angolanischer Boxer
- Manuel Gomes de Araújo (1897–1982), portugiesischer General und Politiker
- Manuel António Gomes (1868–1933), portugiesischer Geistlicher und Erfinder
- Manuel de Oliveira Gomes da Costa (1863–1929), portugiesischer General und Politiker
- Manuel Pedro Gomes, angolanischer Boxer
- Manuel Teixeira Gomes (1860–1941), portugiesischer Politiker
- Marcelo Gomes (* 1963), brasilianischer Filmemacher
- Marcelo Maldonado Gomes Peixoto, eigentlicher Name von Marcelo D2 (* 1967), brasilianischer Rapper
- Marcos Gomes (Rennfahrer) (Marcos Giffoni de Melo Gomes; * 1984), brasilianischer Automobilrennfahrer
- Marcos Gomes de Araujo, eigentlicher Name von Marquinhos (Fußballspieler, 1976) (* 1976), brasilianischer Fußballspieler
- Marcos Roberto Gómes (* 1994), brasilianischer Fußballspieler
- María Gomes Da Costa (* 1999), spanische Handballspielerin
- Maria do Socorro Gomes Coelho (* 1950), brasilianische Politikerin
- Maria de Fátima Wadhoomall Gomes (1940–2020), osttimoresische Pastorin
- Maria Gomes Valentim (1896–2011), brasilianische Altersrekordlerin
- Mary Ann Gomes (* 1989), indische Schachspielerin
- Matheus Gomes (Bogenschütze), brasilianischer Bogenschütze
- Matheus da Cunha Gomes (* 1996), brasilianischer Fußballspieler, siehe Matheus Índio (Fußballspieler, 1996)
- Mathews Gómes Da Silva (* 1996), mexikanischer Fußballspieler
- Mélissa Gomes (* 1994), französische Fußballspielerin
- Miguel Gomes (* 1972), portugiesischer Regisseur
- Milton Soares Gomes dos Santos (1916–1974), brasilianischer Komponist

### N
- Nádia Gomes (* 1996), portugiesische Fußballspielerin
- Nácia Gomes (1925–2011), kapverdische Sängerin
- Naide Gomes (* 1979), portugiesische Leichtathletin
- Nélson Alexandre Gomes Pereira (Nélson; * 1975), portugiesischer Fußballtorwart
- Nirmol Vincent Gomes (* 1959), indischer Ordensgeistlicher, Bischof von Krishnagar
- Noah Mascoll-Gomes (* 1999), antiguanischer Schwimmer
- Nuno Gomes (* 1976), portugiesischer Fußballspieler
- Nuno Gomes Garcia (* 1978), portugiesischer Schriftsteller

### O
- Orlando Gomes (Jurist) (1909–1988), brasilianischer Jurist
- Orlando Gomes (Polizist) (* 1971), osttimoresischer Polizist

### P
- Patrícia Godinho Gomes (* 1972), Historikerin aus Guinea-Bissau
- Patrick Gomes (* 1941), guyanischer Diplomat
- Paulo Emílio Sales Gomes (1916–1977), brasilianischer Historiker, Filmkritiker und Widerstandskämpfer
- Pedro Gomes (Politiker), osttimoresischer Politiker
- Pedro Gomes (Soldat) (Besok), osttimoresischer Unabhängigkeitskämpfer
- Pedro Gomes (Boxer), angolanischer Boxer
- Pedro Paulo Gomes, osttimoresischer Beamter
- Pedro Ribeiro Gomes (* 1983), portugiesischer Triathlet
- Peter Gomes (1942–2011), US-amerikanischer Theologe, Hochschullehrer und Autor

### R
- Reiner Ferreira Correa Gomes (* 1985), brasilianischer Fußballspieler
- Renato Gomes (* 1981), georgischer Beachvolleyballspieler
- Ricardo Gomes (* 1964), brasilianischer Fußballspieler und -trainer
- Ricardo Jorge Pires Gomes (* 1991), kapverdischer Fußballspieler
- Rita Azevedo Gomes (* 1952), portugiesische Filmemacherin
- Roberto Gomes (Schriftsteller) (* 1944), brasilianischer Schriftsteller und Philosoph
- Roberto Gomes Guimarães (1936–2025), brasilianischer Geistlicher, Bischof von Campos
- Roberto Gomes Pedrosa (1913–1954), brasilianischer Fußballtorhüter
- Ronaldinho Gomes (* 1979), são-toméischer Fußballspieler
- Ronieli Gomes dos Santos (* 1991), brasilianischer Fußballspieler
- Rui Gomes (Schauspieler) (1939–2001), mosambikanischer Schauspieler und Regisseur
- Rui Gomes de Abreu (Ritter) (1170–??), portugiesischer Ritter
- Rui Gomes de Abreu (Politiker) (um 1460–1530?), portugiesischer Politiker, Bürgermeister von Elvas
- Rui Gomes de Alvarenga († 1475), portugiesischer Diplomat und Berater
- Rui Gomes de Briteiros (1109–1249), portugiesischer Troubadour
- Rui Gomes de Lira (1420–??), portugiesischer Ritter und Richter
- Rui Gomes da Silva (Politiker) (1391–1449), portugiesischer Politiker, Bürgermeister von Campo Maior
- Rui Gomes da Silva (1516–1573), Prinz von Eboli
- Rui Augusto Gomes (* 1958), osttimoresischer Hochschullehrer und Politiker
- Rui Fernando da Gracia Gomes (* 1985), spanisch-äquatorialguineischer Fußballspieler
- Rui Manuel Lobo Gomes da Silva (* 1958), portugiesischer Politiker
- Ryan Gomes (* 1982), US-amerikanischer Basketballspieler

### S
- Sebastião Gomes (1973–1991), osttimoresischer Unabhängigkeitsaktivist
- Serafim Gomes Jardim da Silva (1875–1969), brasilianischer Geistlicher, Erzbischof von Diamantina
- Shorot Francis Gomes (* 1965), bangladeschischer Geistlicher, Bischof von Sylhet
- Soeiro Pereira Gomes (1909–1949), portugiesischer Schriftsteller und Politiker
- Subroto Boniface Gomes (* 1962), bangladeschischer Geistlicher, Weihbischof in Dhaka

### T
- Tamires Cássia Dias Gomes (* 1987), brasilianische Fußballspielerin, siehe Tamires
- Teodora Inácia Gomes (* 1944), Politikerin in Guinea-Bissau
- Theotonius Gomes (* 1939), bangladeschischer Geistlicher, Weihbischof in Dhaka
- Thadeu Gomes Canellas (* 1930), brasilianischer Geistlicher, Bischof von Osório
- Tiago Gomes (* 1986), portugiesischer Fußballspieler
- Toni Gomes (* 1998), portugiesischer Fußballspieler
- Toti Gomes (* 1999), portugiesischer Fußballspieler

### U
- Ulisses Leite Gomes (* 1958), brasilianischer Ichthyologe

### V
- Vanda Gomes (* 1988), brasilianische Sprinterin
- Vanessa Gomes (* 1987), portugiesische Fußballschiedsrichterassistentin
- Venâncio Gomes da Silva († 1980), osttimoresischer Unabhängigkeitsaktivist und Politiker
- Vicente André Gomes (1952–2020), brasilianischer Arzt und Politiker
- Victor Gomes (Radsportler) (* 1981), spanischer Radrennfahrer
- Victor Gomes (Schiedsrichter) (* 1982), südafrikanischer Fußballschiedsrichter
- Vinícius Gomes (* 1992), brasilianischer Fußballspieler
- Vítor Gomes (Fußballspieler, 1987) (Vítor Hugo Gomes da Silva; * 1987), portugiesischer Fußballspieler
- Vítor Gomes Pereira Júnior (* 1989), brasilianischer Fußballspieler, siehe Juninho (Fußballspieler, 1989)
- Vítor Hugo Gomes Paços (* 1987), portugiesischer Fußballspieler, siehe Pelé (Fußballspieler, 1987)

### W
- Welington Adão Gomes (* 1988), brasilianischer Fußballspieler
- Wendel Raul Gonçalves Gomes (* 1984), brasilianischer Fußballspieler
- Wilde Gomes da Silva (* 1981), brasilianischer Fußballspieler
- William Zephyrine Gomes (1916–2004), indischer Geistlicher, Bischof von Poona
- Willian Gomes de Siqueira (* 1986), brasilianischer Fußballspieler

### X
- Ximene Gomes (* 1989), mosambikanische Schwimmerin

### Y
- Yago Gomes (* 2001), Schweizer Fußballspieler
- Yazalde Gomes Pinto (* 1988), portugiesischer Fußballspieler

### Z
- Zezinando Odelfrides Gomes Correia (* 1987), guinea-bissauisch-portugiesischer Fußballspieler